# Chokkareddipalli, Srinivaspur
Chokkareddipalli là một làng thuộc tehsil Srinivaspur, huyện Kolar, bang Karnataka, Ấn Độ.